# Костюківка (станція)
Костюківка (біл. Касцюкоўка) — залізнична станція Гомельського відділення Білоруської залізниці  на електрифікованій  лінії Гомель — Жлобин між зупинним пунктом Єремине та станцією Лазурна. Розташована за 1,4 км на південь від села Костюківкав Гомельського району Гомельської області.